# Фрідріх Науманн
Йозеф Фрідріх Науманн (нар. 25 березня 1860 у Штормталі, сьогодні частина Гросспесна поблизу Лейпцига — 24 серпня 1919 у Травемюнде) — протестантський теолог, ліберальним політиком часів Німецької імперії, співзасновником Німецького Веркбунда та Німецька демократична партія (DDP). Його ім'ям названий Фонд Фрідріха Науманна за свободу, діяльність якого пов'язана з FDP.

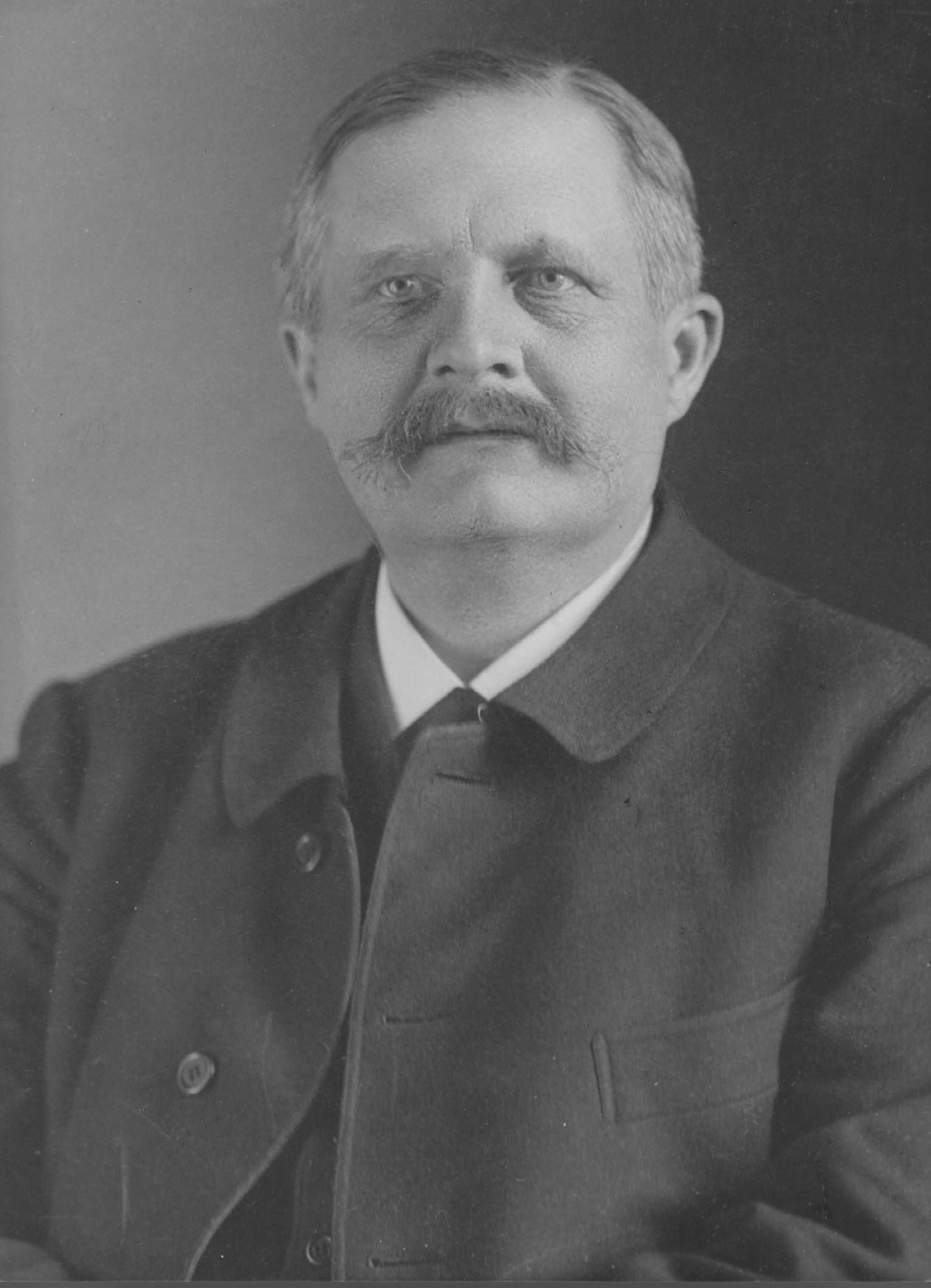
Фрідріх Науманн (близько 1911)

## Життєпис

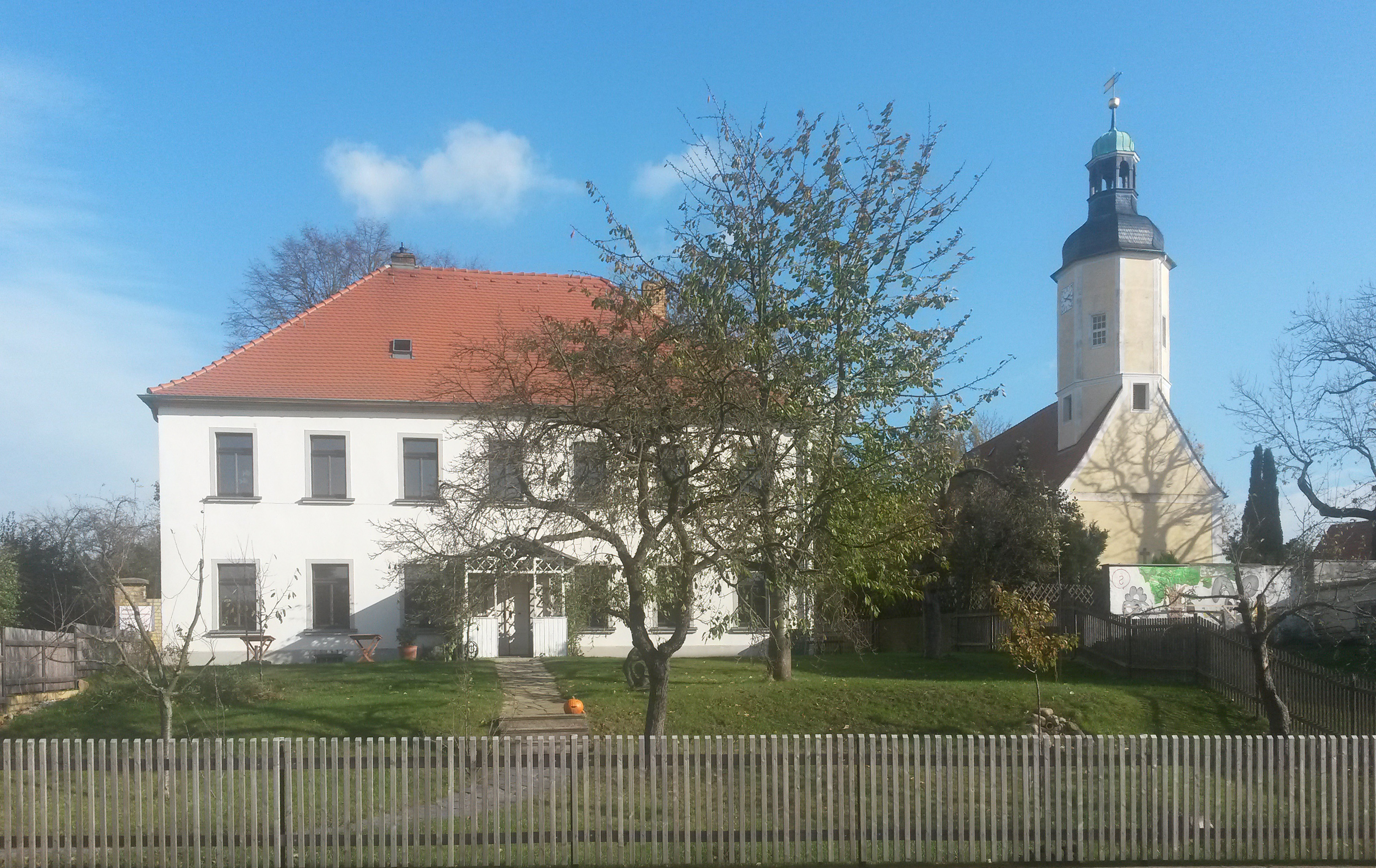
Місце народження Наумана в Штормталі

Йозеф Фрідріх Науманн народився 25 березня 1860 року як старший з восьми дітей лютеранського пастора Фрідріха Гуго Науманна та його дружини Агати Марі, дочки популярного пастора Фрідріха Альфельда, у вікаріатстві Штермталь і був хрещений у Кройцкірхе Штермталь 11 квітня 1860 року.
З 1874 року Науманн відвідував Ніколайшуле в Лейпцигу, але вже через два роки перевівся до відомої Фюрстеншуле св. Афри в Майсені. З 1879 року він вивчав протестантську теологію в Лейпцигу та Ерлангені. Разом зі своїм лейпцизьким другом-студентом Дідеріхом Ганом Науманн брав участь у заснуванні Асоціації німецьких студентських організацій у 1881 році, з якої він знову вийшов у 1906 році через широке неприйняття його зусиль щодо інтеграції соціал-демократії в національну політику.
Науманн склав свій перший богословський іспит у Лейпцигу в 1883 році, а потім отримав свій перший практичний досвід у Раухен Хаусі в Гамбурзі. Після складання другого богословського іспиту в Лейпцизькому предігер-коледжі він працював пастором у Лангенберзі з 1886 року. Перші роки служіння характеризувалися широким інтересом молодого богослова до пастирських і церковних питань, а також до суспільно-політичних, мистецьких і культурних проблем, які будуть цікавити його до кінця життя. Перші публікації Науманна також відбулися в Лангенберзі, передусім у «Kirchliche Nachrichten», який він редагував і здебільшого писав сам, і який виходив як щомісячний додаток до «Hohensteiner Tageblatt», а також як дописувач до журналу «Die Christliche Welt», що його редагував Мартін Раде.
З кінця 1880-х років Науманн також зацікавився соціальним питанням, частково під впливом читання соціалістичних класиків від Бебеля і Лібкнехта до Лассаля, Енгельса і Маркса, і, перш за все, в контексті Внутрішньої місії. Це привело його до Внутрішньої місії у Франкфурті-на-Майні як капелана асоціації в 1890 р. Лангенберг і Франкфурт також були витоками його тривалої участі в русі протестантських робітничих асоціацій, чий переважно консервативний курс, особливо щодо питання відкритості до вільних профспілок, яку пропагував Науманн, призвів до того, що в 1902 р. його було виключено з усієї асоціації.

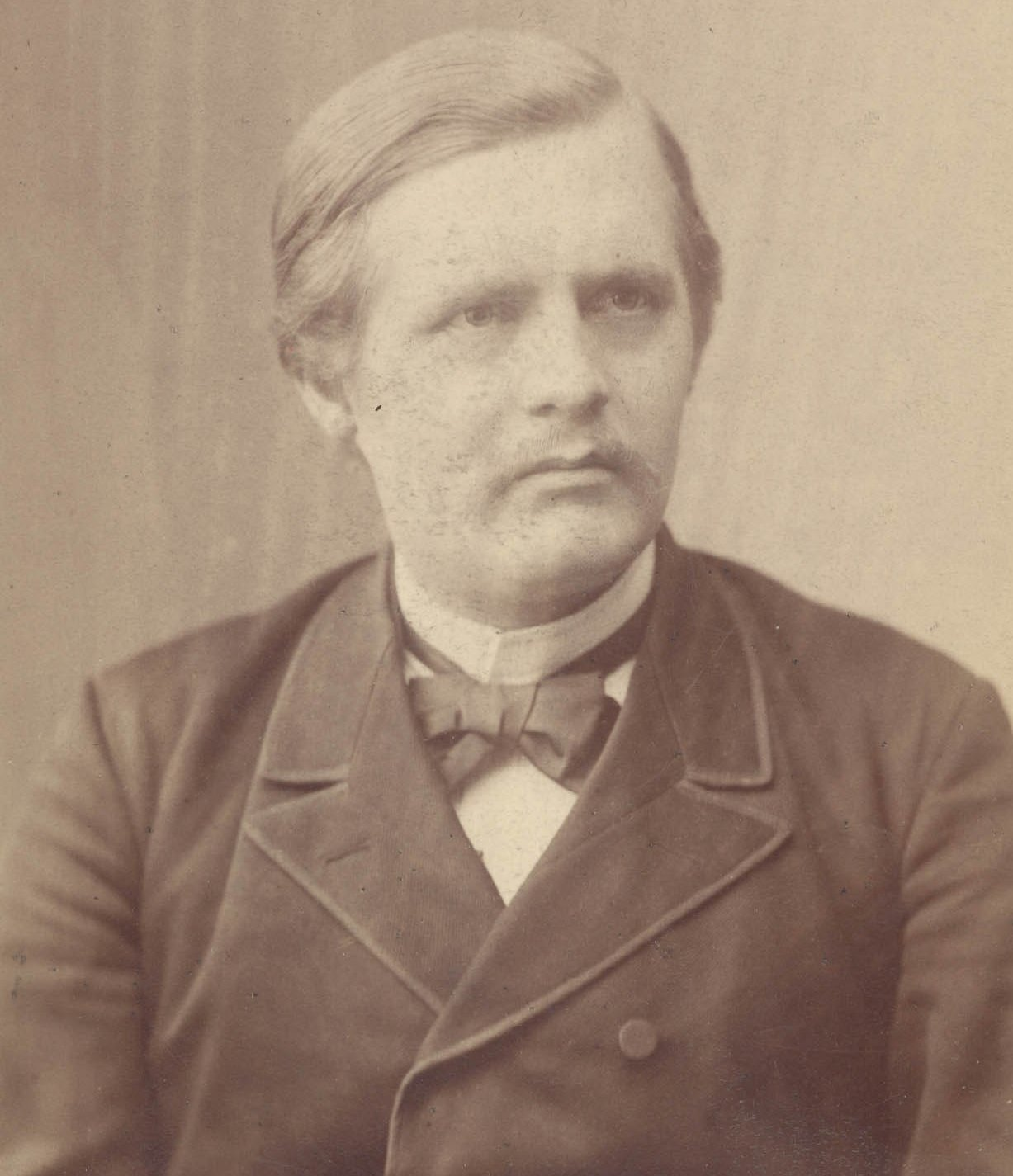
Фрідріх Науманн (1886)

З середини 1890-х років Науманн поступово відходить від офіційної церкви і береться за нові завдання. По-перше, у 1894 році він заснував журнал «Die Hilfe», який спочатку слугував його соціал-реформістському протестантизму, але незабаром став політичним органом з соціал-ліберальним спрямуванням. Нарешті, у 1896 році він заснував Націонал-соціальну асоціацію, програма якої мала на меті наблизити робітничий клас до існуючого стану шляхом всебічних внутрішніх і соціальних реформ і таким чином створити умови для подальшої «економічної та політичної експансії німецької нації у зовнішній світ». Однак Науманну не вдалося закріпитися в партійній політиці, і він розпустив асоціацію після повторної поразки на виборах до Рейхстагу в 1903 році.
Після того, як Науманн і більшість його партійних прихильників перейшли до ліволіберального «Вільного об'єднання» (нім. Freisinnige Vereinigung) на чолі з Теодором Бартом, він повністю присвятив себе «оновленню лібералізму». Однак ця політична переорієнтація мала не лише змістовні, але й, насамперед, стратегічні причини. Метою було об'єднати лібералізм, який був фрагментований протягом десятиліть, щоб ініціювати зближення між лібералами та соціал-демократами і створити коаліційну противагу панівним консервативно-аграрним силам: «Об'єднання лібералів і зв'язок між лібералізмом і соціал-демократією задумано як змістовна тривала програма на довгі періоди, і дійсно задумано таким чином, що лібералізм повинен бути об'єднаний, щоб він міг забезпечити підтримку німецькому робітничому руху, який сьогодні є соціал-демократичним». "Ця «майбутня більшість від Бебеля до Бассерманна» могла бути реалізована лише в рудиментарній формі до Першої світової війни, наприклад, у так званому Великому блоці в Бадені. Однак концепція Науманна відіграла значну роль у відродженні лівого лібералізму в десятиліття після 1903 року.
На виборах до Рейхстагу 1907 року Науманну нарешті вдалося здобути довгоочікуваний політичний мандат у виборчому окрузі Вюртемберг 3 (Хайльбронн, Бесіггайм, Браккенгайм, Некарсульм). В результаті злиття в 1910 році Вільного об'єднання з Вільними народними партіями (обидві виникли в 1893 році з ліволіберальної Німецької вільної партії, заснованої дев'ятьма роками раніше Францом Августом Шенком фон Штауффенбергом та Євгеном Ріхтером) та Німецькими народними партіями, він став членом Фортшрітліческіх народних партій. Однак на парламентських виборах 1912 року йому не вдалося переобратися до Рейхстагу, і він повернувся до парламенту лише в червні 1913 року, вигравши довибори у виборчому окрузі Вальдек-Пірмонт.
Науманн був прихильником жіночої емансипації вже на зламі століть. Разом з Геленою Ланге та багатьма іншими видатними активістками руху за права жінок він проводив кампанію за політичні права жінок. З точки зору змісту, Науманн розглядав жіноче питання більше як соціальне та економічне, аніж юридичне. Він припускав природний розподіл праці між статями, оскільки, незважаючи на всі необхідні зміни в жіночих професіях, «професія матері» завжди залишиться. 1907 року він став співзасновником Німецького робітничого союзу (нім. Deutscher Werkbund). До і під час Першої світової війни Науманн був палким прихильником Молодої турецької революції, яку він пропагував серед німецької громадськості разом з Ернстом Яком та іншими. Науманн бачив можливості для економічної експансії Німеччини в «Новій Туреччині» (територія якої до Першої світової війни включала значні частини арабського Близького Сходу, такі як Сирія, Палестина та Ірак). У 1914 році Науманн був одним із підписантів Маніфесту 93-го Конгресу. Досить некритична і частково апологетична позиція Науманна щодо масових вбивств вірмен в Анатолії в 1894—1896 роках досі викликає суперечки.

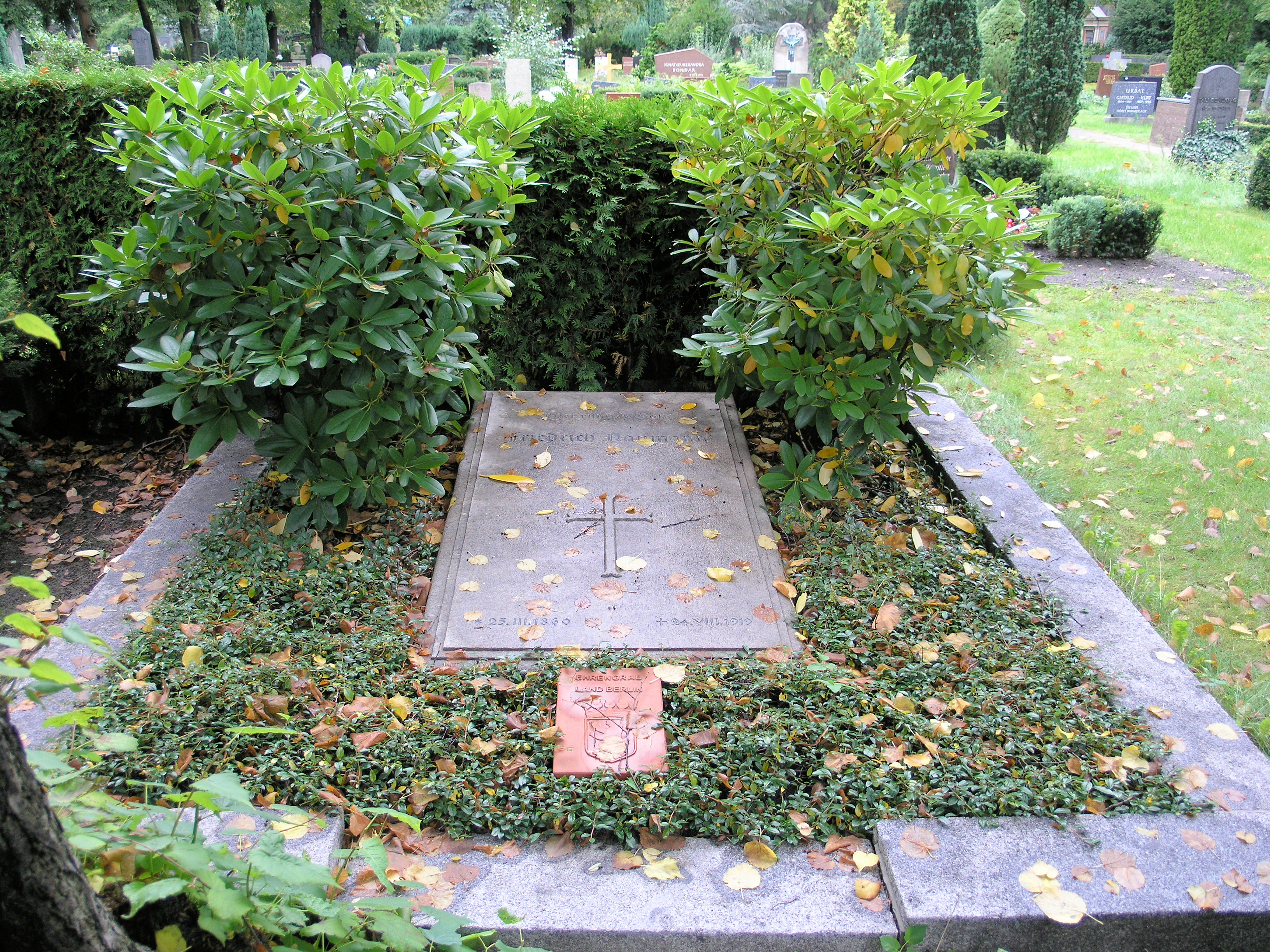
Почесна могила Наумана на Старому кладовищі Дванадцяти Апостолів у Берліні-Шенеберзі

Після Першої світової війни Науманн був обраний членом Веймарських установчих зборів у січні 1919 року, а в червні 1919 року став першим головою Німецької демократичної партії (НДП), яка була заснована 20 листопада 1918 року. У Національних зборах він був членом комітету з попереднього обговорення проекту конституції Німецького Рейху. У цей час Науманн підтримав консервативного публіциста Едуарда Штадтлера у створенні Антибільшовицької ліги, виділивши 3 000 марок з політичного фонду. Однак незабаром він дистанціювався від зростаючої радикалізації Штадтлера і на початку 1919 року був виключений з кола прихильників Ліги.
Науманн помер у Травемюнде в серпні 1919 року у віці 59 років. Він був похований на старому цвинтарі церкви Дванадцяти апостолів у Шенеберзі поблизу Берліна. Проста могила з рельєфною могильною плитою знаходиться на ділянці 301-003-006/008 на головній доріжці. За рішенням Берлінського сенату місце останнього спочинку Науманна з 1956 року було визнано почесною могилою землі Берлін. У 2018 році посвячення було продовжено на звичайний двадцятирічний термін.

## Діяльність

### Політична

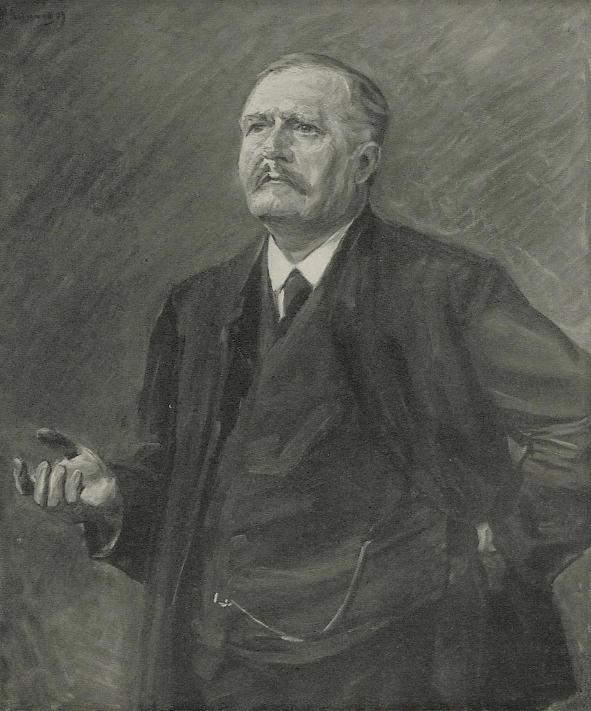
Фрідріх Науман, портрет Макса Лібермана (1909)

Політична діяльність Фрідріха Науманна значною мірою збіглася з правлінням кайзера Вільгельма II (1888—1918), чиї фундаментальні світоглядні принципи справили на нього сильний вплив. Науманн був прихильником вільгельмівського мілітаризму з його колоніальною та військово-морською політикою. У своїй праці «Центральна Європа» (1915) він виступав за тісний економічний і військовий союз центральноєвропейських країн під керівництвом Німеччини. Ця ідея знайшла широку громадську підтримку, але не серед військового керівництва. Після поразки Фрідріх Науманн пов'язував усі свої надії на відновлення Німеччини з внутрішніми реформами, наприклад, через політичну освіту в школі громадянства, яку він заснував спеціально для цієї мети.
Близько 1900 року соціал-дарвінізм також був представлений як «невід'ємний компонент ідеології німецької буржуазії» такими лібералами, як Науманн, Макс Вебер, Вальтер Ратенау, Курт Різлер, Герхарт Гауптман і Максиміліан Харден . «Світова історія повинна продовжувати знищувати нації, — писав він, — ми зовсім не боїмося денаціоналізувати поляків, данців, суахілі та китайців, наскільки це можливо». З такими протиріччями його теології він був «повністю дитиною свого часу».
Книга Фрідріха Науманна «Центральна Європа» («Mitteleuropa»), опублікована восени 1915 року, швидко стала найпопулярнішою німецькою книгою про цілі війни і мала справді широкий вплив[1]. У ній Науманн закликав до «ліберального імперіалізму» для Німеччини. Свою «Центральну Європу» він обґрунтовував насамперед з економічної точки зору — менші економічні одиниці повинні природним чином об'єднуватися у великі, майбутнє належить «великим компаніям» і великим економічним блокам — а також історично, посилаючись на Священну Римську імперію та Німецький союз.
Однак наївне ставлення Науманна до національних проблем Габсбурзької монархії свідчило про його внутрішню дистанційованість від спірних питань. Недоліком центральноєвропейської концепції Науманна про добровільний союз з широкими правами автономії була нездатність Німецької імперії, через її внутрішні владні структури, поєднати передбачувану роль лідера в Європі з необхідним самообмеженням. Для декого саксонський пастор і ліберальний політик Науманн лише вдягав німецький націоналізм у соціальну оболонку. Він публіцистично проклав шлях до планів німецького керівництва щодо Австро-Угорщини.
«Центральноєвропейський імперіалізм легкої руки» (Курт Ріцлер) передбачав би саме ті структурні реформи, які впливові групи інтересів намагалися запобігти через мирну анексію. Проте ідеї Науманна щодо Центральної Європи жодним чином не можна ототожнювати з планами загальнонімецьких кіл щодо інкорпорації Австро-Угорщини напередодні Першої світової війни, адже ця Центральна Європа походила з ліберального кола Пауля Рорбаха та Ернста Йєка, хоча й виникла на основі нереалістичного уявлення про можливості Німеччини. У контексті свого часу історик Фріц Штерн розглядав текст як пом'якшення агресивної зовнішньої політики: «Центральна Європа була альтернативою цивільного населення дикому анексіонізму військових, який залишив би після себе лише розчленовані нації, спраглі до реваншу».

### Мистецтво і культура

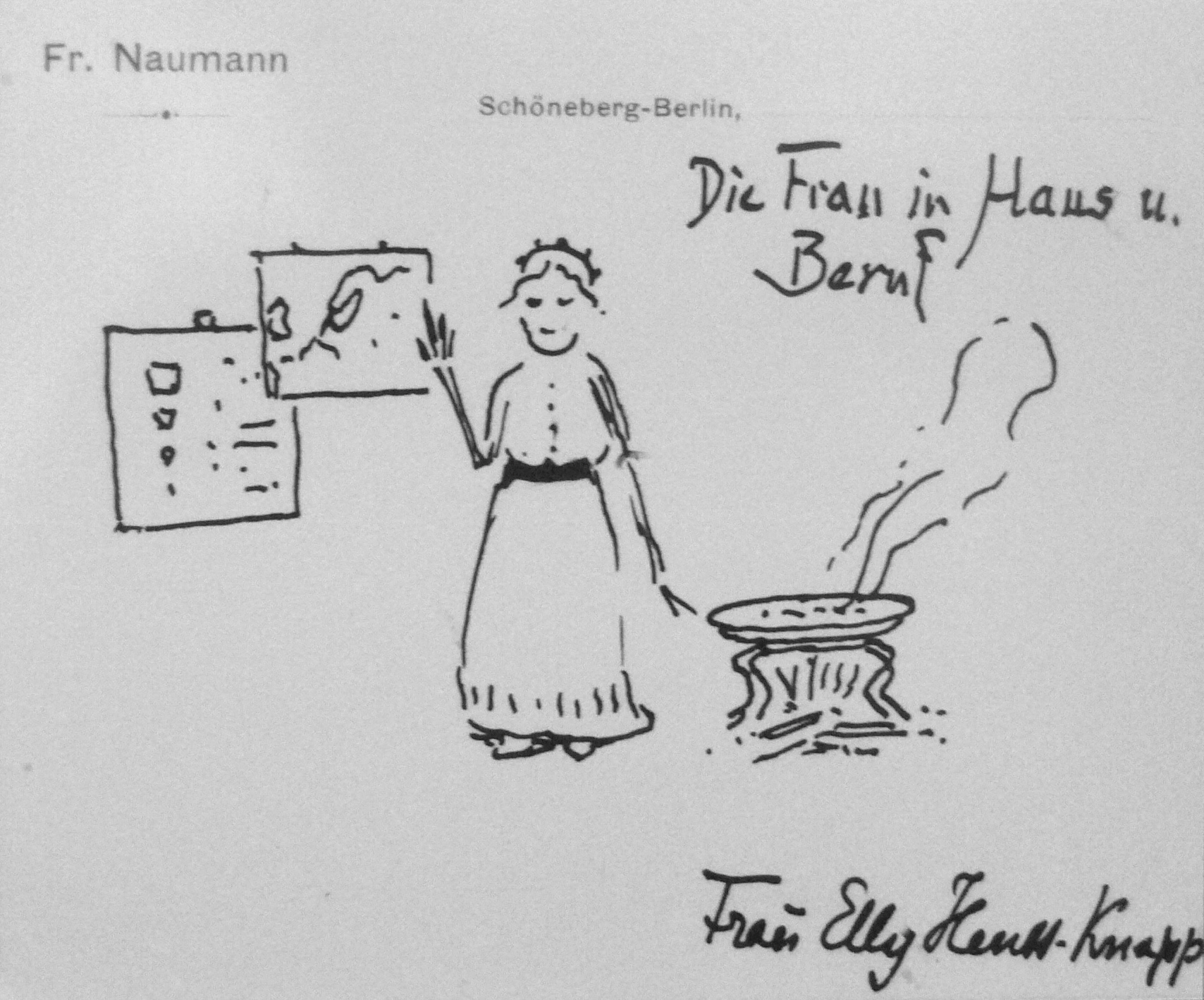
Карикатура Науманна про спосіб життя Еллі Хойс-Кнапп вдома та на роботі

Протягом усього життя Науманн виявляв гострий інтерес до богословсько-філософських, історико-релігійних, освітніх та мистецьких питань, які дедалі частіше набували політичного виміру. Цю частину його творчості можна знайти у великій кількості менших за обсягом, переважно публіцистичних творів та/або лекцій і промов, які — не в останню чергу завдяки надзвичайному риторичному таланту Науманна — мали широкий резонанс. Характерні риси та специфіка роботи Науманна призвели до того, що в недавніх дослідженнях з'явилася теза про те, що Науманна слід описувати не стільки як справжнього політика, скільки як надзвичайно чутливого діагноста сучасності та культурного громадянина, якщо не як «політика-художника».
Мистецькі інтереси Науманна охоплюють багату творчість, що ґрунтується на багатьох видах діяльності та відповідних ініціативах. Натхненний своїм учителем малювання у Фюрстеншуле Сент-Афра в Мейсені, а пізніше також враженнями від Рейхстагу та подорожей до інших європейських і неєвропейських країн (Франція, Італія, Австро-Угорщина, Болгарія, Північна Африка, Палестина тощо), Науман створив велику кількість картин, ескізних замальовок, переважно пейзажів, квартир, людей тощо, які до сьогодні майже не були проаналізовані науковцями. З початку століття він також написав велику кількість невеликих, переважно есеїстичних досліджень і статей з історії мистецтва, скульптури і живопису, мистецтва і техніки, оздоблення житла і архітектури, мови і літератури, не в останню чергу на основі відвідувань виставок (промислових, садівничих і декоративно-прикладного мистецтва). У своїх естетичних роботах він виявляється представником модернізму, який переймається значенням нових стилів і форм мистецтва, в тому числі нових будівельних матеріалів (наприклад, заліза замість каменю) в сенсі естетизації модернізму.
Його участь у русі декоративно-прикладного мистецтва, наприклад, у Дрезденській виставці декоративно-прикладного мистецтва 1906 року, також має особливе значення. Імпульси містобудування та земельної реформи, релігійної критики та реформаторської педагогіки вилилися у заснування міста-саду Геллерау поблизу Дрездена. У цьому контексті також виділяється зв'язок Науманна з Карлом Шмідтом, директором Дрезденських ремісничих майстерень і засновником Геллерау, а також з Вольфом Дорном, який також брав участь у заснуванні Геллерау і став першим директором-розпорядником «Німецького союзу ремесел», одним із засновників якого був Науманн у 1907 році.

### Школа та педагогіка
Науманн займався питаннями педагогіки та шкільної політики в різних контекстах. На педагогічне мислення Науманна рано вплинув досвід навчання в навчальній школі Туйскона Ціллера в Лейпцигу, виконання освітніх завдань в Раухен Хаус в Гамбурзі, а також практичний досвід його брата Йоганнеса, який викладав у Фрідріхштадтській учительській семінарії в Дрездені, коли був кандидатом наук, а пізніше публікував різні статті на тему шкільної освіти та релігійної освіти в Саксонії. Його педагогічний інтерес у контексті Внутрішньої Місії спочатку знайшов своє відображення в есеях про духовне становище студентів німецьких університетів, а також про душпастирське супроводження молоді, яка не була студентами, в тому числі в «хлоп'ячих клубах». На думку Науманна, ці об'єднання мали бути організовані на основі квазі-«парламентських» конституційних принципів і сприяти політичній освіті на ранній стадії з відповідним змістом.
Відповідні вимоги щодо шкільної та освітньої політики знайшли своє відображення в програмі Націонал-соціалістичної асоціації за вирішальної участі педагога-реформатора Вільгельма Рейна. Науманн також підтримав матеріальні та ідеалістичні вимоги ліберального вчительського руху, більшість якого на рубежі століть схилялася до ліволіберального табору. У своїй заяві з нагоди обговорення пізнішого так званого шкільного компромісу 1904 року в Пруссії він рішуче виступив на користь громадської школи, всупереч багатьом іншим представникам політичного і церковного лібералізму.
Науман неодноразово займався дидактичними питаннями, наприклад, методичною розробкою уроків історії на основі досвіду Фюрстеншуле Сент-Афра. Зрештою, ідеї Наумана щодо громадянської освіти в сенсі демократизації Німецької імперії були визначальними. Його концепції призвели до заснування Державної громадської школи в Берліні за фінансової підтримки Роберта Боша. Після смерті Науманна на базі цієї школи виникла Німецька школа політики, де викладали такі особистості з кола Науманна, як Теодор Хойс, Гертруда Баумер та Ернст Йекх.

### Релігія та богослів'я

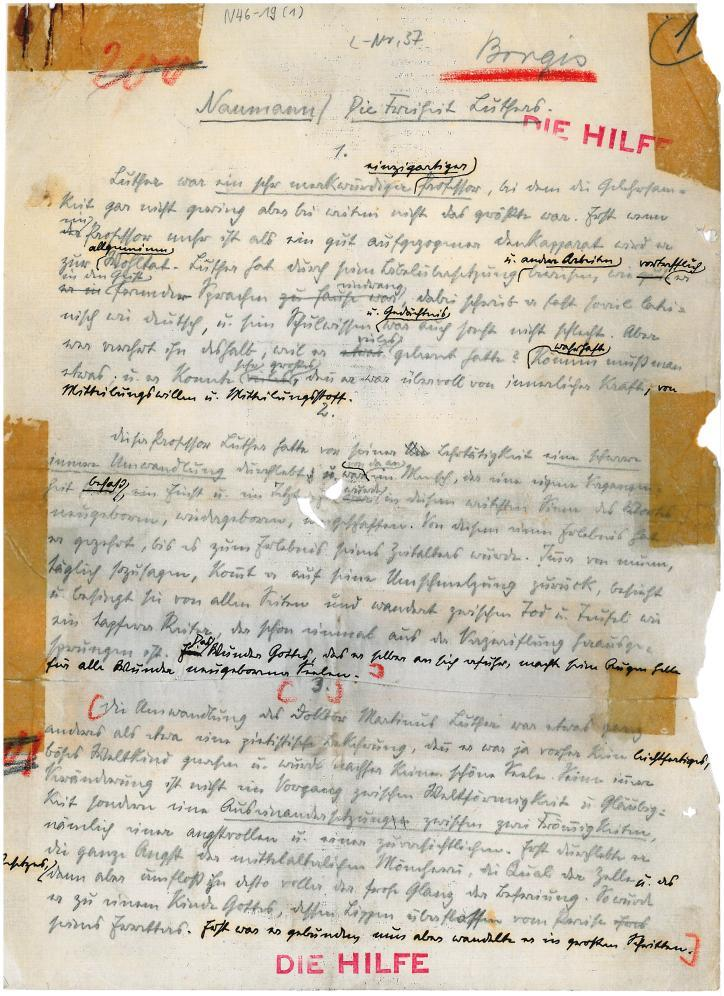
Оригінальний рукопис циклу статей Наумана «Свобода Лютера» (1917) з виправленнями до друку

Дияконічні інтереси Науманна, богословські наслідки яких займатимуть його до кінця життя, були найбільш значущими на ранньому етапі його життя. Під впливом, зокрема, виховання в дусі консервативного лютеранства та праці у Внутрішній місії, його богословське мислення спочатку можна віднести до богослов'я Царства Божого, але воно також характеризувалося фундаментальним розумінням дуальності Божого правління, з одного боку, та законів, притаманних політичним сферам влади та економічним максимам дії, з іншого боку. Ця інтерпретація контрастує з поглядом, який намагається визнати глибокий розрив у теологічному розвитку Науманна, який відбувся лише під впливом Рудольфа Сома і Макса Вебера під час його перебування в Націонал-соціалістичному об'єднанні. Політично і теологічно одним з фундаментальних переконань Науманна є те, що ідеальні (християнські) переконання і реальна політика перебувають у взаємному діалектичному зв'язку. Науманн також дотримувався думки про взаємозв'язок між релігійним (протестантським) і політичним лібералізмом, що корениться в «праві особистостей», яке бере свій початок у протесті проти історично зрослої «суб'єктності» в державі і церкві.
До 1903 року Науманн регулярно публікував у «Hilfe» роздуми, які знайшли широку читацьку аудиторію як літературні, художні тексти, вільні від будь-якого церковного догматизму. Його листи про релігію є важливими з точки зору історії релігії, з історією впливу від Густава Френсена до Лео Бека і Дітріха Бонхеффера. У листах, і не в останню чергу в епілозі 1916 року, розвивається фундаментальне розуміння тяглості та змін у вірі та релігії, включаючи зміни в богословських дослідженнях. Навіть після 1903 року його роздуми та есе містять численні посилання на релігію, філософію та історію, які спрямовують його мислення як майже конститутивне «тло». Часто поза увагою дослідників залишається спроба Науманна розв'язати контраст між різними етичними ціннісними сферами за допомогою амбівалентного образу Бога, в якому Бог відданості та любові, засвідчений у християнському віровченні, мислиться як «світовий Бог», «Бог влади та сили», який також діє згідно з іншими максимами в історії.

### Значення та вплив
Науманн був центром широкого кола переконань і друзів, яке в соціологічному плані простягалося від вищих верств середнього класу до освіченої та дрібної буржуазії і робітничого класу. Він хотів вирішити соціальне питання через союз лібералізму і протестантизму, включивши результати природничих наук, історичних досліджень і філософії в «християнську віру національної спільноти» як міжкласову ідеологію єдності. Ця мережа спочатку виникла з однокласників Науманна у Фюрстеншуле Сент-Афра, його однокурсників під час вивчення теології в Лейпцигу та Ерлангені, а також так званих «молодих дикунів» у Євангелічному соціальному конгресі, які, як і Науманн, не хотіли плисти в консервативних або навіть антисемітських водах Адольфа Штьокера.
До кола Науманна входили такі відомі сучасники, як Макс Вебер, Луйо Брентано і Мартін Раде, піднесені духом Теодор Хойс і його дружина Еллі Кнапп, а також ті, хто пізніше — Пауль Гьоре, Гельмут фон Герлах, Густав Штреземанн і Готфрід Трауб — обрали різні політичні шляхи. Сучасники неодноразово свідчили про харизму Науманна. Він часто давав поштовх до політичної активності. Гелена Ланге та Гертруда Бомер, наприклад, пояснювали, що надихнулися націонал-соціальними ідеями Науманна і тому вступили до Ліберальної партії. Політичну, журналістську та освітню діяльність Науманна після 1919 року продовжили його учні та колеги, серед яких Теодор Хойс, Марі Елізабет Людерс, Гертруда Бомер та Вільгельм Хайле.

## Сприйняття

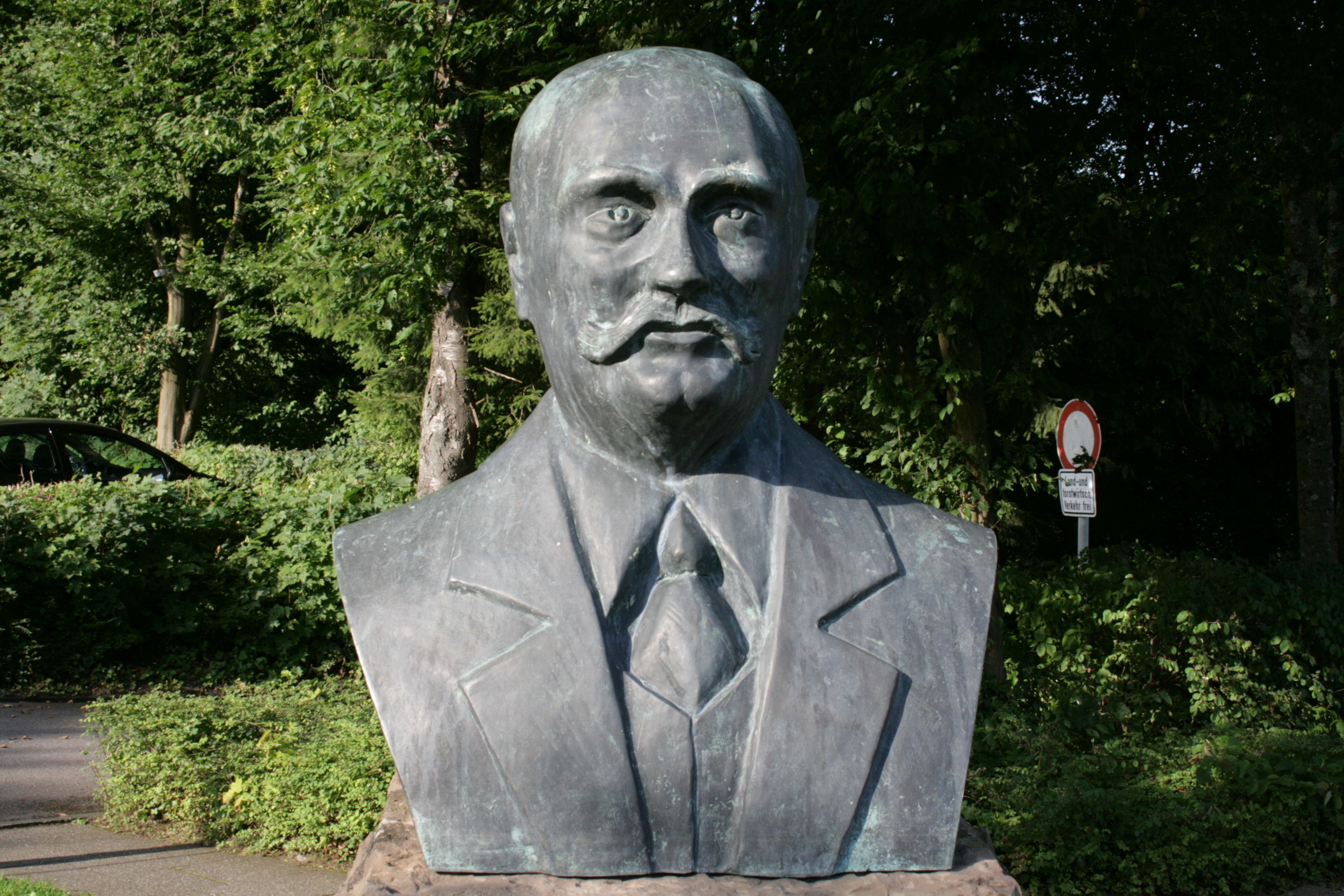
Бюст Наумана в Академії Теодора Геуса в Гуммерсбаху

### Критика поглядів Науманна
У колонці, опублікованій у Frankfurter Rundschau та Berliner Zeitung у січні 2011 року, історик Гьотц Алі описує Науманна як «труп у підвалі СвДП» і натякає на спадкоємність між «державницькою та націонал-соціалістичною» (Науманн) та «імперською» (Алі) позиціями Науманна, які він відстоював у маніфесті «Націонал-соціалістичний катехізис» (1897 р.) і в Центральній Європі (1915 р.) в імперську епоху, та схваленням «Дозвільного акту» 24 березня 1933 року п'ятьма ліберальними депутатами Рейхстагу, «в тому числі Теодором Гойсом та Ернстом Леммером». березня 1933 року п'ятьма ліберальними членами Рейхстагу, «в тому числі Теодором Хойсом та Ернстом Леммером». Алі процитував тодішнє обґрунтування цього рішення: «З точки зору великих національних цілей, ми відчуваємо повну згоду з думкою, висловленою тут сьогодні рейхсканцлером».
У своїй оцінці Алі також посилався на «нобелівського лауреата та ордоліберального економіста» Фрідріха Гаєка, який вважав Наумана одним із «піонерів націонал-соціалізму», оскільки Адольф Гітлер «скопіював у нього великі фрагменти своєї зовнішньополітичної програми […]». Незважаючи на те, що Теодор Хойс, який добре знав роботи Наумана, а також інтенсивно вивчав ранні праці НСДАП для своєї книги «Шлях Гітлера», вже на початку 1930-х років публічно заявляв, що Гітлер «ніколи не читав нічого з Науманна», і що його книга про Наумана могла з'явитися лише в 1937 році, оскільки в ній не було жодного зв'язку між Науманом і націонал-соціалізмом, Алі вимагав від пов'язаного з СвДП Фонду Фрідріха Наумана відмовитися від «вирощування цього імені».
Це звинувачення відкинули Вольфганг Герхардт, голова Фонду Фрідріха Науманна за свободу, і колишній федеральний міністр СДПН Ерхард Епплер, який написав відповідь Алі: Науманн не був шовіністом, він не підтримував антилібералізм, антисоціалізм, антисемітизм, антигуманізм і расизм націонал-соціалістів; скоріше, Науманна слід розглядати як «великого демократа».
Невдовзі після смерті Науманн був підданий суворій богословській критиці, так що на десятиліття став персоною нон-ґрата в історії богослов'я. Суворий осуд Науманна, а разом з ним і ліберального протестантизму з боку діалектичної теології, зокрема жорстокі вироки Карла Барта, можливо, значно посприяли цьому. Критика була викликана, перш за все, передбачуваною відмовою від фундаментальних богословських переконань, які більше не могли розробити критичну поправку до політики Вільгельмової імперії, заснованої на силі і відстоюванні національних інтересів, — судження, яке останніми дослідженнями все більше піддається сумнівам.
На додаток до його демократичної прихильності, більш пізні роботи підкреслюють богословське значення Науманна, особливо з точки зору історії релігії, оскільки його робота — незважаючи на всі можливі богословські проблеми — зробила значний внесок у подолання секуляризації. Його богословське мислення тепер також інтерпретується як вираз кризового богослов'я, яке ще до діалектичного богослов'я кризи взяло на себе істотні аспекти богословськи адекватного опису ситуації в контексті сучасного світу.

### Вшанування

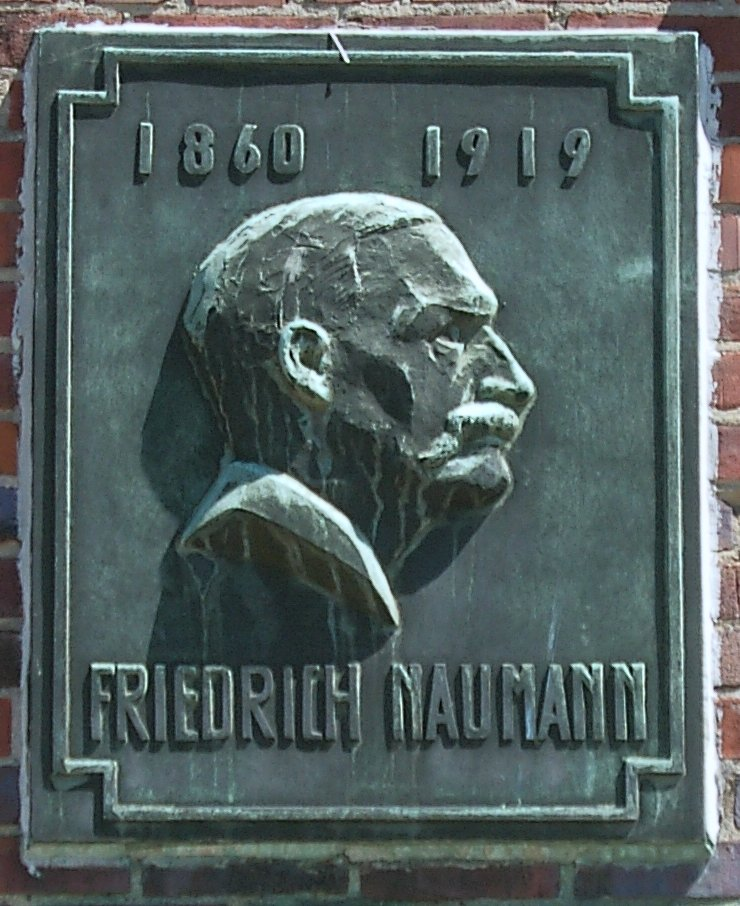
Меморіальна дошка на Friedrich-Naumann-Hof у Гамбурзі-Дульсберзі

У кількох містах, таких як Арнсберг, Дортмунд, Ерфурт, Франкфурт-на-Майні, Геттінген, Гуммерсбах, Гамбург-Гарбург, Гоген-Нойендорф, Карлсруе, Кельн-Порц, Лейпциг, Леверкузен, Людвігсбург, Марбург, Штральзунд, Веймар, Вісбаден-Райнгаувіртель та Цвіккау, його ім'ям названо вулицю Фрідріха Наумана (Friedrich-Naumann-Straße). У Бремені є кільце Фрідріха Науманна, у Людвігслюсті — алея Фрідріха Науманна, а в Гері та Фюрстенвальде на Шпрее — площа Фрідріха Науманна.
Будинок Фрідріха Науманна в Гіссені (земля Гессен), який керує центром соціального захисту молоді, існує з 1972 року. Він опікується дітьми, підлітками та молодими людьми в індивідуальних освітніх умовах. Дияконія Дюссельдорфа опікується Будинком Фрідріха Науманна для бездомних молодих людей.

## Вибрані твори
- Arbeiterkatechismus oder der wahre Sozialismus. Vereinsbuchhandlung, Calw/Stuttgart 1889.
- Was heisst Christlich-Sozial? 2 Bände. Deichert, Leipzig 1894.
- Nationalsozialer Katechismus. Erklärung der Grundlinien des Nationalsozialen Vereins. Bousset & Kundt, Berlin 1897.
- Asia. Eine Orientreise über Athen, Konstantinopel, Baalbek, Nazareth, Jerusalem, Kairo, Neapel. Hilfe, Berlin-Schöneberg 1899.
- Demokratie und Kaisertum. Ein Handbuch für innere Politik. Hilfe, Berlin-Schöneberg 1900.
- Neudeutsche Wirtschaftspolitik. Hilfe, Berlin-Schöneberg 1902.
- Briefe über Religion. Hilfe, Berlin-Schöneberg 1903.
- Gotteshilfe. Gesamtausgabe der Andachten aus den Jahren 1895—1902. Vandenhoeck & Ruprecht, Göttingen 1904.
- mit Theodor Barth: Die Erneuerung des Liberalismus. Hilfe, Berlin-Schöneberg 1906.
- Sonnenfahrten. Hilfe, Berlin-Schöneberg 1909.
- Die politischen Parteien. Hilfe, Berlin-Schöneberg 1910.
- Geist und Glaube. Fortschritt, Berlin-Schöneberg 1911.
- Freiheitskämpfe. Fortschritt, Berlin-Schöneberg 1911.
- Im Reiche der Arbeit. Reimer, Berlin 1913.
- Das Blaue Buch von Vaterland und Freiheit. Auszüge aus seinen Werken. Langewiesche, Königstein im Taunus/Leipzig 1913 (Tatsächliche Veröffentlichung: Mai 1914).
- Mitteleuropa. Reimer, Berlin 1915.

Бібліографія
- Alfred Milatz (Bearb.): Friedrich-Naumann-Bibliographie. Hrsg. von der Kommission für Geschichte des Parlamentarismus und der politischen Parteien. Droste, Düsseldorf 1957.

Видання
Неповне видання праць Фрідріха Науманна, зосереджене переважно на політичному вимірі його творчості, було опубліковане в 1960-х роках Теодором Шидером, Вальтером Ухсаделем і Гайнцом Ладендорфом від імені Фонду Фрідріха Наумана у видавництві Westdeutscher Verlag (Кельн і Опладен):
- Band 1: Religiöse Schriften. Bearb. von Walter Uhsadel. 1964.
- Band 2: Schriften zur Verfassungspolitik. Bearb. von Wolfgang J. Mommsen. 1966.
- Band 3: Schriften zur Wirtschafts- und Gesellschaftspolitik. Bearb. von Wolfgang J. Mommsen. 1966.
- Band 4: Schriften zum Parteiwesen und zum Mitteleuropaproblem. Bearb. von Thomas Nipperdey, Wolfgang Schieder. 1966.
- Band 5: Schriften zur Tagespolitik. Bearb. von Alfred Milatz. 1967.
- Band 6: Ästhetische Schriften. Bearb. von Heinz Ladendorf. 1969.

Крім того, після 1999 року планувалося повне видання творів Фрідріха Науманна у дванадцяти томах за участі Рюдіґера фон Бруха, Трауготта Яніхена, Йохена-Крістофа Кайзера, Франка-Міхаеля Кулемана та Ганса Циморека, але цей проект не вдалося реалізувати.